# آچاکولو (پرو)
آچاکولو (به اسپانیایی: Achacollo) یک کوه در پرو است که در Peru, Tacna Region واقع شده‌است. آچاکولو ۵٬۶۹۰ متر بالاتر از سطح دریا واقع شده‌است.